# Ковач, Ласло (оператор)
Ласло Ковач (венг. Kovács László; 14 мая 1933, Цеце, Венгрия, — 21 июля 2007, Беверли-Хиллз, США) — американский кинооператор венгерского происхождения, оказавший большое влияние на развитие новой волны американского кинематографа. Самыми известными работами являются фильмы «Охотники за привидениями», «Беспечный ездок» и «Пять легких пьес», Ковач был удостоен многочисленных наград, в том числе от Американского общества кинооператоров (англ. American Society of Cinematographers).

## Биография
Родился в Цеце в Венгрии. Ковач изучал кино в Академии театра и кино в Будапеште с 1952 по 1956 год. Вместе своим однокурсником Вильмошем Жигмондой, Ковач тайно ежедневно снимал развитие Венгерского Восстания 1956 года на черно-белую 35-мм плёнку, используя камеры Arriflex, заимствованные из школы. В ноябре того же года, они контрабандой вывезли 9100 м плёнки в Австрию, затем, в марте 1957 года, переехали в США, чтобы продать эту плёнку. Но к тому времени революция уже не считалась заслуживающей внимания прессы. Только в 1961 году его кадры были показаны в телевизионной сети CBS, в документальном фильме Уолтера Кронкайта.
Ковач поселился в Соединённых Штатах, натурализовался, получив гражданство в 1963 году. Он сменил несколько мест работы, был курьером, разносчиком кленового сиропа, занимался печатью микрофильмов в страховом офисе, прежде, чем сделал несколько небюджетных и малобюджетных фильмов с Вильмошем Жигмондом, в том числе «Невероятно странные создания, которые перестали жить и превратились в зомби».

## Карьера в кинематографе
Известность Ковачу принесло участие в съёмках фильма «Беспечный ездок» в 1969 году (режиссёр и исполнитель главной роли Деннис Хоппер). Ковач не хотел работать над этим фильмом потому что уже был занят на съёмках фильмов категории B, таких как «Ангелы ада на колёсах». Хоппер смог убедить Ковача, что этот фильм совершенно другой, и тот подписал контракт. В 1970 году он снова работал с Хоппером над фильмом «Последний фильм» («The Last Movie»). В этом же году Ковач снял фильм «Пять легких пьес».
Ковач снял более 70 кинофильмов. Среди них шесть фильмов режиссёра Питера Богдановича: «Цели», «В чём дело, док?», «Бумажная луна», «Наконец-то любовь», «Никелодеон», и «Маска».
Заключительной работой Ковача был фильм «Оторванный от флага» о Венгерском восстании 1956 года, в который вошли документальные кадры расстрела студентов, снятые им с Жигмондом ещё до бегства в США.

## Личная жизнь
Ласло Ковач был женат 23 года, имел двух дочерей Джулианну и Надию.
 В июле 2007 года Ковач умер во сне в своём доме в Беверли-Хиллз, штат Калифорния.

## Фильмография
- 1964 — Kiss Me Quick!
- 1964 — National Geographic Specials (сериал)
- 1966 — The Notorious Daughter of Fanny Hill
- 1966 — A Smell of Honey, a Swallow of Brine
- 1967 — A Man Called Dagger
- 1967 — Мотоангелы ада / Hells Angels on Wheels
- 1968 — Псих-аут / Psych-Out
- 1968 — Модник Мондо / Mondo Mod
- 1968 — Мишени / Targets
- 1968 — Меблированная комната на одного / Single Room Furnished
- 1968 — Дикая семёрка / The Savage Seven
- 1969 — Беспечный ездок / Easy Rider
- 1969 — Кровь в замке Дракулы / Blood of Dracula’s Castle
- 1969 — Холодным днём в парке / That Cold Day in the Park
- 1969 — Los Angeles: Where It's At
- 1969 — День с мальчиками / A Day with the Boys … короткометражный
- 1970 — Кровавые ангелы ада / Hell’s Bloody Devils
- 1970 — Напрямик / Getting Straight
- 1970 — Пять легких пьес / Five Easy Pieces
- 1970 — Убийца в неглиже / Lila
- 1970 — Алекс в стране чудес / Alex in Wonderland
- 1970 — Терромания / The Rebel Rousers
- 1971 — The Marriage of a Young Stockbroker
- 1971 — Последний фильм / The Last Movie
- 1971 — Поставлено Джоном Фордом / Directed by John Ford
- 1972 — Карманные деньги / Pocket Money
- 1972 — В чём дело, Док? / What’s Up, Doc?
- 1972 — Садовый король / The King of Marvin Gardens
- 1973 — Стильярд блюз / Steelyard Blues
- 1973 — Отражение страха / A Reflection of Fear
- 1973 — Слизняк / Slither
- 1973 — Гениальные аферисты / Paper Moon
- 1974 — Гекльберри Финн / Huckleberry Finn
- 1974 — Всё ради Пита / For Pete’s Sake
- 1974 — Фриби и Бин / Freebie and the Bean
- 1975 — Наконец-то любовь / At Long Last Love
- 1975 — Шампунь / Shampoo
- 1976 — Парень из морской пехоты / Baby Blue Marine
- 1976 — Гарри и Уолтер едут в Нью-Йорк / Harry and Walter Go to New York
- 1976 — Торговцы грёзами / Nickelodeon
- 1977 — Нью-Йорк, Нью-Йорк / New York, New York
- 1978 — Кулак / F.I.S.T
- 1978 — Адская кухня / Paradise Alley
- 1979 — Буч и Сандэнс: Ранние дни / Butch and Sundance: The Early Days
- 1979 — И спотыкается бегущий / The Runner Stumbles
- 1980 — Стук сердца / Heart Beat
- 1980 — Скрытые пасы / Inside Moves
- 1981 — Легенда об одиноком рейнджере / The Legend of the Lone Ranger
- 1982 — Фрэнсис / Frances
- 1982 — Игрушка / The Toy'
- 1984 — Взломщики / Crackers
- 1984 — Охотники за привидениями / Ghost Busters
- 1985 — Маска / Mask
- 1986 — Орлы юриспруденции / Legal Eagles
- 1987 — Гризли 2: Хищник / Grizzly II: The Concert
- 1988 — Маленький Никита / Little Nikita
- 1989 — Скажи что-нибудь / Say Anything…
- 1991 — Вдребезги / Shattered
- 1992 — Стремящийся ввысь / Radio Flyer
- 1994 — Cyndi Lauper: 12 Deadly Cyns... and Then Some
- 1994 — Парень-каратист 4 / The Next Karate Kid
- 1994 — Скаут / The Scout
- 1995 — Освободите Вилли 2: Новое приключение / Free Willy 2: The Adventure Home
- 1995 — Имитатор / Copycat
- 1996 — Множество / Multiplicity
- 1997 — Свадьба лучшего друга / My Best Friend’s Wedding
- 1998 — Джек Фрост / Jack Frost
- 2000 — Свет составляет мне компанию / Ljuset håller mig sällskap
- 2000 — Вернись ко мне / Return to Me
- 2000 — Мисс Конгениальность / Miss Congeniality
- 2002 — Любовь с уведомлением / Two Weeks Notice
- 2007 — Torn from the Flag: A Film by Klaudia Kovacs